# Женя Васильківська
Євгенія (Женя) Васильківська (англ. Zhenia Vasylkivska), у шлюбі Васильківська-Осґуд (англ. Eugenia Vassylkivsky-Osgood) (6 січня 1929, Ковель — 25 квітня 2021, Вашингтон) — українська поетка та перекладачка, літературознавиця, що входила до Нью-Йоркської групи.

## Біографія
Народилася в місті Ковель в 1929 році. Виїхала з України 1944 року. Спершу жила в австрійському місті Лінц, де закінчила середню школу. 1951 року переїхала до США, де зупинилася на проживання в місті Нью-Йорк.
У США здобула вищу освіту — закінчила філологічний факультет Колумбійського університету. Невдовзі здобула ступінь доктора філософії, захистивши дисертацію про французького поета Сен-Жона Перса. У 1968 році одружилася з лікарем C.F. Osgood.
Після закінчення освіти викладала французьку мову в різних навчальних загладах, пізніше працювала політичною консультанткою для американського уряду.
Публікувалася у збірниках «Нові поезії» Нью-Йоркської групи в 1961 та 1962 роках. Видала збірку оригінальних поезій «Короткі віддалі» (1959), а також публікувала переклади переважно французьких авторів (поезії Жака Превера, «Антігона» Жана Ануя тощо). Проживала в штаті Північна Вірджинія. Вірші Васильківської входять до всіх трьох антологій поетів Нью-Йоркської групи, що на цей час вийшли.
Померла 25 квітня 2021 у Вашингтоні природною смертю.

## Творча бібліографія
Власні твори
- Женя Васильківська (1959). Короткі віддалі. Нью Йорк: Об'єднання українських письменників Слово, 1959. 63 стор.
  - (переклад польською) Żenia Wasylkiwska / Короткі віддалі (2019). Krótkie dystanse. Przekład z języka ukrainskiego: Tadeusz Karabowicz. Lublin: Episteme. 187 s. ISBN 9788365172822 (двомовне видання: пол. та укр.)[2]

Переклади українською
Жан Ануй (1962). Антігона. Вступна стаття та переклад з французької: Женя Васильківська. Мюнхен: На горі, 64 стор.